# Hôpital Mustapha-Pacha
L'hôpital Mustapha-Pacha ou centre hospitalo-universitaire Mustapha-Pacha d'Alger (CHUMA), fondé en 1854 dans la commune de Moustapha, devenue Sidi M'Hamed, est le plus grand hôpital d'Algérie.
Cet hôpital est l'un des hôpitaux en Algérie qui relèvent du ministère de la Santé et de la Réforme hospitalière.

## Le nom de l'établissement
Plusieurs gouverneurs de la régence d'Alger ont porté les nom et titre de « Mustapha Pacha » ; il s'agit ici de celui qui fut dey de 1798 à 1805, l'hôpital ayant été bâti sur des terrains appartenant à ses descendants, dans la commune alors appelée Moustapha :
« Les jardins font partie d'un vaste ensemble couvrant toute la colline coiffée aujourd'hui par ce bel édifice qu'est le palais du Peuple et qui appartient aux héritiers du dey Mustapha Pacha (1798-1805) ».

## Historique

### Origine et débuts
L'origine de l'établissement est un legs d'un riche colon nommé Fortin, originaire d'Ivry, à la ville d'Alger : par testament du 19 septembre 1840, il fait don d'une somme de 1 200 000 francs pour l'érection d'un hôpital civil à Mustapha.
À ses débuts en 1854, il s'agit en fait d'un hôpital de type militaire constitué de baraquements, sur un terrain 8 hectares : « Avec 20 000 planches envoyées de Palma, on monta dans les jardins de la villa Mustapha Pacha située à une demi-lieue de la ville des baraquements pour recevoir malades et blessés » (H. Klein).
Le 21 mai 1855, les médecins civils ouvrent des cours aux étudiants et, le 18 janvier 1859, les cours officiels sont inaugurés dans le cadre de la nouvelle École de médecine d'Alger créée en 1857.

### Développements ultérieurs
C'est après 1877 que sont édifiés les 14 pavillons en dur sur les plans de l'architecte Jules Voinot.
Les premiers services ouverts sont ceux de pédiatrie en 1883 et d'obstétrique en 1884.
Décidés en 1920, les agrandissements, exigés par l'accroissement démographique et les exigences de soins, vont faire que le nombre de pavillons va doubler en 1930 pour atteindre la trentaine. Poursuivis en 1944, ils n'ont jamais cessé, y compris après l'indépendance du pays.
En 2022, le ministre de la santé Abderrahmane Benbouzid indique que l'hôpital Mustapha-Pacha ne présente plus les normes et fonctionnalités qui correspondent aux hôpitaux modernes, il doit être démoli et reconstruit.

## Pavillon pénitentiaire
Un pavillon pénitentiaire au sein de l'hôpital Mustapha-Pacha permet d'hospitaliser des détenus pour maladies graves. Ainsi, après son arrestation en novembre 2024, l'écrivain franco-algérien Boualem Sansal y est soigné pour un cancer,.

## Professeurs et étudiants de renom
- Jean Baptiste Paulin Trolard (1869), anatomiste
- Jules-Aimé Battandier (1876), botaniste
- Louis Charles Trabut (1880), médecin et botaniste
- Jeanine Belkhodja (1962), médecin gynécologue obstétricienne
- Pierre Chaulet (1962), médecin
- Omar Boudjellab (1970), cardiologue
- Tedjini Haddam (1970), chirurgien thoracique